# Lilburn (Northumberland)
Pour les articles homonymes, voir Lilburn.
Lilburn est une paroisse civile et un village du Northumberland, en Angleterre. La population de la paroisse civile au recensement de 2011 était de 138 habitants.